# Герб Зейского района
Герб Зейского района Амурской области — официальный символ района.
Герб утверждён Решением № 180-Р Зейского райсовета народных депутатов 26 июля 2011 года.
Герб подлежит внесению Государственный геральдический регистр Российской Федерации.

## Описание герба
«В лазоревом поле на пониженном серебряном поясе, обременённом тремя лазоревыми снежинками, две лазоревые горы (правая впереди и ниже) с неровными серебряными вершинами и склонами, обременённые золотым бегущим соболем».

## Описание символики
Герб языком символов и аллегорий отражает главное достояние района — живописную природу, разнообразный животный мир, богатство полезных ископаемых.
Зейский район расположен на исторических землях эвенкийского народа, о чём говорит пониженный пояс в оконечности щита с традиционным эвенкийским орнаментом, в котором образ сурового климата и зимы находит отражение в мотиве снежинки. Район находится на севере Амурской области, значительную часть территории района занимают две средневысотные горные цепи, простирающиеся с запада на восток и располагающиеся параллельно: на севере — Токинский Становик, южнее — центральная часть системы хребтов Тукурингра-Соктахан-Джагды. Это отражено в геральдике изображением двух горных заснеженных вершин. Белый цвет (серебро) в геральдике — символ чистоты и совершенства, мира и взаимопонимания.
На территории района находятся Зейский заповедник, комплексные заказники — Верхне-Депский, Бекельдеуль, часть территории Усть-Тыгдинского заказника, 19 памятников природы, что составляет более 13 % от числа памятников природы, имеющихся в Амурской области. Богатство природы отражено в гербе изображением пушного зверя. Золотой цвет в изображении его фигуры служит символом золотоносных недр, ведь район возник в результате активного освоения золотоносных месторождений, добыча золота и сегодня является основной отраслью в районе. Золото — символ достатка, стабильности, великодушия.
Водные ресурсы района представлены многочисленными реками, озёрами, а также водохранилищем, образовавшимся в результате строительства Зейской ГЭС, и давшим жизнь новым посёлкам, расположившимся по его берегам. Богатство водных ресурсов отражено лазоревым (голубым) полем щита. Голубой цвет в геральдике — символ красоты, возвышенных устремлений, благородства и духовности.
Авторы герба: идея герба и обоснование символики — Дмитриев Сергей Александрович (г. Зея); художник и компьютерный дизайн — Дияншин Андрей Шафигуллович (г. Зея), Рожнев Александр Александрович (г. Зея).